# Детское дошкольное учреждение
Де́тское дошко́льное учрежде́ние, дошко́льное образова́тельное учрежде́ние — тип образовательного учреждения, реализующего общеобразовательные программы дошкольного образования различной направленности. Дошкольное образовательное учреждение (ДОУ) обеспечивает воспитание, обучение, присмотр, уход и оздоровление детей в возрасте от двух месяцев до семи лет.

## Современная система детских дошкольных учреждений в России
В числе учреждений данного типа наиболее распространённым является детский сад. Помимо этого в России существуют и такие виды дошкольных учреждений как:
- детский сад общеразвивающего вида с приоритетным осуществлением одного или нескольких направлений развития воспитанников (интеллектуального, художественно-эстетического, физического и др.);
- детский сад компенсирующего вида с приоритетным осуществлением квалифицированной коррекции отклонений в физическом и психическом развитии воспитанников;
- детский сад присмотра и оздоровления с приоритетным осуществлением санитарно-гигиенических, профилактических и оздоровительных мероприятий и процедур;
- детский сад комбинированного вида (в состав комбинированного детского сада могут входить общеобразовательные, компенсирующие и оздоровительные группы в разном сочетании);
- центр развития ребёнка — детский сад с осуществлением физического и психического развития, коррекции и оздоровления всех воспитанников.

Основными задачами дошкольного учреждения в России являются:
- охрана жизни и укрепление здоровья детей;
- обеспечение интеллектуального, личностного и физического развития ребёнка;
- осуществление необходимой коррекции отклонений в развитии ребёнка;
- приобщение детей к общечеловеческим ценностям;
- взаимодействие с семьёй для обеспечения полноценного развития ребёнка.

В Российской Федерации в 2007 году насчитывалось более 45 тыс. детских дошкольных учреждений, в которых воспитывалось 4800 тыс. детей (61,3 % детей в возрасте до 7 лет, что почти приближается к уровню 1991 года — 63,9 %). Вместе с тем в ряде регионов сохраняется очередь на право получения места в дошкольном учреждении, что порой вынуждает родителей подавать заявление о приёме в дошкольное учреждение едва ли не сразу после рождения ребёнка. По данным Росстата, показатели очерёдности в дошкольные образовательные учреждения составляли на начало 2007 года около 1 млн детей.
На протяжении последних лет активно внедряются в практику работы дошкольных образовательных учреждений группы кратковременного пребывания детей, различные центры дошкольного образования: физкультурно-оздоровительные, ранней коррекции развития ребёнка и др. Сеть групп кратковременного пребывания развивается не вопреки и не вместо традиционных дошкольных учреждений полного дня, а вместе с ними.
Наряду с традиционными режимами функционирования дошкольных образовательных учреждений (12-часовым и круглосуточным режимами пребывания детей), начиная с 2000 года используются также 10-часовой и 14-часовой режимы (во многих случаях 14-часовой режим наиболее предпочтителен для родителей и менее затратен, чем круглосуточный). Это позволяет повысить доступность дошкольного образования для различных категорий родителей.
Кроме того, в настоящее время параллельно с развитием традиционных форм дошкольного образования апробируются новые модели: дошкольные группы на базе общеобразовательных учреждений, дошкольные группы на базе учреждений дополнительного образования, а также систематическое образование детей дошкольного возраста в условиях семейного воспитания.
Количество групп в дошкольном образовательном учреждении определяется учредителем исходя из их предельной наполняемости, принятой при расчёте норматива бюджетного финансирования. В группах: от 2 месяцев до 1 года — 10 детей; от 1 года до 3 лет — 15 детей; от 3 лет до 7 лет — 20 детей. В разновозрастных группах: при наличии в группе детей двух возрастов (от 2 месяцев до 3 лет) — 8 детей; при наличии в группе детей любых трёх возрастов (от 3 до 7 лет) — 10 детей; при наличии в группе детей любых двух возрастов (от 3 до 7 лет) — 20 детей.

## Взаимоотношения родителей и детского дошкольного учреждения
В соответствии с законодательством (Закон об образовании) правоотношения между дошкольным образовательным учреждением и родителями (законными представителями) регулируются договором между ними, который не может ограничивать установленные законом права сторон. На основе договора и в соответствии со своими уставными целями и задачами дошкольное образовательное учреждение вправе реализовывать дополнительные образовательные программы, а также оказывать дополнительные платные образовательные услуги за пределами определяющих его статус образовательных программ с учётом потребностей семьи в данных дополнительных образовательных услугах. Важно обратить внимание на то, что платные образовательные услуги не могут быть оказаны вместо образовательной деятельности, финансируемой за счёт средств бюджета. Средний размер родительской платы в субъектах Российской Федерации колеблется от 176 рублей в месяц в Орловской области до 2129 рублей в месяц в Ямало-Ненецком автономном округе. Различна и доля, которую составляет родительская плата от общих расходов дошкольных образовательных учреждений на содержание ребёнка: от 7 % в Орловской области до 31,9 % в Тюменской области. При этом постановлением Конституционного Суда Российской Федерации от 15 мая 2006 г. № 5-П и Федеральным законом от 5 декабря 2006 г. № 207-ФЗ «О внесении изменений в отдельные законодательные акты Российской Федерации в части государственной поддержки граждан, имеющих детей» установлены ограничения по размеру родительской платы, а именно — родительская плата должна составлять не более 20 % от расходов на содержание ребёнка в дошкольном образовательном учреждении. Для отдельных категорий граждан (в частности, для родителей, имеющих 3 и более детей) размер родительской платы не должен превышать 10 % от расходов на содержание ребёнка в дошкольном образовательном учреждении.
5 февраля 2019 года министр труда и социальной защиты РФ Максим Топилин заявил, что с 2020 года начнет действовать программа развития частных детских садов, которая будет финансироваться из федерального бюджета). «Этот год взят на подготовку такого проекта, потому что не везде же сможем построить садик в отдаленной местности, это будут такие специальные мини-группы. Мы должны будем подготовиться, чтобы эту задачу решить»,— сказал министр.